# 厚生労働省省内事業仕分け
厚生労働省省内事業仕分け（こうせいろうどうしょう しょうない じぎょうしわけ）とは、厚生労働省が自ら同省内の事務・事業や所管する独立行政法人、公益法人等の事業などの在り方について、公開かつ外部の視点を入れて、議論を行うものである。

## 概要
省内事業仕分けは、2010年4月12日、厚生労働省が同省内予算事業の実態を明らかにし、事業の無駄を排除するために開始された。省内事業仕分け8原則では、省内事業仕分けを恒常的な事業と位置づけている。省内事業仕分けの最終的な目標は、「厚生労働省の業務に無駄がなくなったという国民の信頼を勝ち取ること」としている。なお厚生労働省の平成22年度予算は27兆5560億円であり、一般歳出の52%を占めている。
進行方法は、行政刷新会議が行う事業仕分けと基本的に同じである。しかし、仕分け人がそれぞれ、仕分け対象の事務・事業や法人について、「廃止」「移管」「見直し」を行うべきといった見解を示すものの、事業仕分けの場では最終的な判定は下さず、政務三役により後日、改革案が決定される点が異なる。仕分け人は、民間有識者から5名程度、国民（厚生労働行政モニター）から1名、毎回選任する。
省内事業仕分けを実施した事務・事業や法人が、行政刷新会議での事業仕分けの対象となった場合には、省内事業仕分けを踏まえた改革案をもって臨むとしている。